# Mare de Déu de Montserrat (Clariana)
La Mare de Déu de Montserrat és un temple al nucli urbà de Clariana (Alt Penedès) protegit com a bé cultural d'interès local. L'església de Clariana és un edifici aïllat de planta irregular. Es tracta d'una construcció que combina la utilització de materials actuals, com el formigó armat, amb formes inspirades en vocabularis arquitectònics anteriors, cosa que li dona una aparença força insòlita. En són elements remarcables, a la part exterior, el cimbori i el campanar, ambdós hexagonals, i a l'interior la utilització d'arcs el·líptics i de voltes hiperbòliques.
Aquest temple es va construir en substitució de l'anterior capella de Sant Jaume, destruïda en temps de la Guerra Civil Espanyola. L'obra va ser iniciada l'any 1968 gràcies al llegat fet per la senyora Antònia Romeu. El projecte fou realitzat per l'arquitecte Joan Bassegoda i Nonell, i l'obra fou dirigida pel mestre d'obres Domènec Feliu Maymo. Hi van col·laborar en els treballs de decoració Santiago Padrós (mosaic), Tomàs Bel (relleus), i Joaquim Datsira (vidrieres). Segons consta en una inscripció, l'església va ser consagrada el 27 de maig del 1973.